# Lorenzo Santa María
Lorenzo Santa María (n.? Tacotalpa, Tabasco Nueva España, Imperio Español, - 1822, Tacotalpa, Tabasco, Nueva España, Imperio Español) nació en la villa de Tacotalpa, en el estado mexicano de Tabasco. Fue el primer abogado que ejerció en Tabasco; desempeñó el cargo de gobernador colonial de la provincia en tres ocasiones, siendo el único tabasqueño en lograr ocupar ese cargo durante la época colonial, y el primer tabasqueño en ser gobernador de su estado.

## Cargos en el gobierno colonial
De 1802 a 1820 ocupó el cargo de Subinspector Provincial de las Tropas de Tabasco; También tuvo el honor de ser nombrado subdelegado de la Real Hacienda, siendo el único tabasqueño que llegó a alcanzar en esa época tal plaza en su misma tierra. Fue Comandante de la 4.ª Brigada de la costa del norte, Comandante de la Real Matrícula de Marina, y Coronel de las Milicias de Tabasco.

## Primer período de gobierno
A finales de agosto de 1810, salió rumbo a Campeche el gobernador Miguel de Castro y Araoz, para hacerse cargo del gobierno en aquella plaza, quedando al frene del gobierno de Tabasco el licenciado Lorenzo Santa María, quien entregó el mando a finales de octubre a don Andrés Girón.

## Segundo período de gobierno
En agosto de 1813 deja la gubernatura el señor Andrés Girón, y cubre el interinato nuevamente el teniente coronel y licenciado Lorenzo Santa María. Durante su gestión, se autoriza que la casa del exgobernador Girón, sea ocupada por el Ayuntamiento de la ciudad. A principios de 1814 llega a Villahermosa de San Juan Bautista el nuevo gobernador, el coronel Francisco Heredia Vergara, por lo que Santa María le entrega el mando de la provincia.

## Tercer período de gobierno
El 4 de mayo de 1818 falleció en la capital del estado el gobernador Francisco de Heredia, siendo sepultado en la ermita de la Concepción, tomando nuevamente la gubernatura Lorenzo Santa María, quien prestó juramento ante el "Ayuntamiento Perpetuo de Villahermosa" el 20 de septiembre de 1818. Durante su gestión, en septiembre de ese mismo año, se autoriza al médico Joaquín Rivas Cacho a ejercer la medicina en la Provincia de Tabasco.
El 11 de mayo de 1820, llegó a Villahermosa de San Juan Bautista don Ángel del Toro trayendo el nombramiento de gobernador por el Rey de España, al tomar posesión, previo juramento ante el Ayuntamiento de Villahermosa, un grupo de militares encabezados por Lorenzo Santa María, quisieron oponerse a la entrega del gobierno, pero fueron repelidos.
El gobernador Ángel del Toro lo acusó ante el Virrey Juan Ruiz de Apodaca, de aliarse con el Sargento Francisco Ramos "para mandar fuego sobre esta capital..." y organizar un golpe de Estado en su contra el 10 de junio de 1820, por lo que Lorenzo Santa María tuvo que huir a Tila, Chiapas, enviando Del Toro en su persecución al Capitán José Rovirosa, sin que pudiera capturarlo.
Lorenzo Santa María regresó a Tacotalpa en 1822, falleciendo ahí ese mismo año.
En su honor, varias calles de ciudades tabasqueñas llevan su nombre.